# 4156 Окаданобору
4156 Окаданобору (4156 Okadanoboru) — астероїд головного поясу, відкритий 16 січня 1988 року.
Тіссеранів параметр щодо Юпітера — 3,298.
Названо на честь Окада Нобору (яп. おかだ・のぼる(岡田昇) окада нобору)